# Closterotomus norvegicus
Espèce
Closterotomus norvegicus (ou Closterotomus norwegicus) est une espèce d'insectes hémiptères hétéroptères (punaises) de la famille des Miridae, susceptible de causer des dégâts au feuillage de diverses plantes cultivées, dont la pomme de terre.

## Description

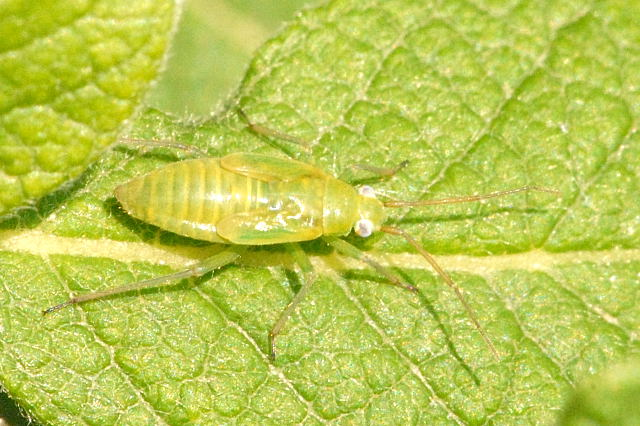
Forme juvénile

## Biologie
Cette espèce ne connaît qu'une génération par an. Elle parasite diverses plantes-hôtes, dont la betterave sucrière, le houblon, le chanvre, la luzerne et le fraisier. Elle hiverne sous forme d'œufs sur divers arbres et arbustes.

## Systématique
L'espèce Closterotomus norvegicus a été décrite en premier par l'entomologiste danois Johan Christian Fabricius en 1779 sous le nom de Cimex bipunctatus Fabricius 1779, mais le nom étant déjà utilisé par Linné, c'est en définitive la description de l'entomologiste Johann Friedrich Gmelin en 1790 qui fait référence. Le nom initial était Cimex norvegicus Gmelin 1790.
Classé dans le genre Closterotomus  par Rosenzweig en 1997.

### Synonymie
- Cimex bipunctatus Fabricius 1779 (déjà utilisé par Linné)
- Cimex norvegicus Gmelin, 1790 Protonyme
- Cimex biguttatus Schrank, 1801
- Capsus contiguus Walker, 1873
- Capsus stramineus Walker, 1873
- Calocoris norvegicus vittiger Reuter, 1896
- Calocoris norvegicus atava Reuter, 1896
- Calocoris bipunctatus picticollis Horvath 1909
- Calocoris hobartensis Poppius, 1911
- Calocoris norvegicus immaculata Stichel, 1930
- Closterotomus norwegicus Rosenzweig, 1997

### Noms vernaculaires
- Punaise de la pomme de terre
- Capside de la pomme de terre
- Punaise des fraises

## Closterotomus norvegicuset l'Homme

### Dégâts
Larves et adultes se nourrissent en piquant les feuilles des plantes, laissant des marques jaunes à rougeâtres. Les feuilles atteintes finissent par jaunir puis brunir et s'enroulent sur les bords, symptômes analogue à ceux de certaines attaques de virus.